# Clasico Banfoandes
De Clásico Banfoandes (Clásico Ciclístico Banfoandes) was een meerdaagse wielerwedstrijd in Venezuela. De wedstrijd maakte deel uit van de UCI America Tour, in de categorie 2.2.

## Meervoudige winnaars
| Overwinningen | Renner        | Land     | Jaren      |
| ------------- | ------------- | -------- | ---------- |
| 2             | Álvaro Lozano | Colombia | 1993, 1994 |

## Overwinningen per land
| Overwinningen | Land      |
| ------------- | --------- |
| 8             | Colombia  |
| 5             | Venezuela |

2005 · 
2006 · 
2007 · 
2008 · 
2009 · 
2010 · 
2011 · 
2012 · 
2013 ·
2014 ·
2015 ·
2016 ·
2017 · 
2018 ·
2019 ·
2020 ·
2021 ·
2022 ·
2023 ·
2024 ·
2025
Belangrijkste wedstrijden

Ronde van San Luis · Ronde van Californië · Ronde van Utah · USA Pro Challenge · Ronde van Alberta